# 太音大全集
《太音大全集》，古琴谱。北京图书馆藏，明正德年间撰刊，编者袁均哲。

## 琴谱内容
此部琴谱共收录《宫意》、《商意》、《角意》、《徵意》、《羽意》等五曲。还涵盖了《指法》《琴材》《琴经须知》等资料。